# Sokolella
'Sokolella' — рід водоростей з сімейства Rhabdoporelleae. Рід містить два види: Sokolella polymorpha та S. vasiculosa.

## Етимологія
Назва Sokolella походить від села Сокіл, де були знайдені її рештки.

## Відкриття та місцевість
Обидва види цього роду були знайдені в 1984 році в Поділля радянським палеонтологом Іщенком, в лівому березі Дністер Дністра в селі Сокіл, в Малиновецькій свиті, в коновській підсвіті. А також в лагунних відкладеннях в Урале. Ці місця знаходження датируються Лудловським ярусом Силура

## Опис роду
Рід Sokolella відрізняється від інших родів цієї триби розширенням та звуженням, формою нагадуючи декілька з'єднаних між собою бульбашки, або є, як і в усіх представників триби Rhabdoporelleae, овальні. Слань не має розгалужень, й від одного краю до іншого має звуження.Хоча цей рід має ознаки, характерні Rhabdoporelleae, у нього є відмінні риси, що відносять його як до окремого роду.

### Sokolella polymorpha
Було знайшено 20 шліфів з різноманітними екземплярами довжиною до 8 мм. Хоча зустрічалися й екземпляри довжиною в приблизно 15 мм. найбилша частина мала довжину 10,4 см, далі йде 2.5, потім 2,2 а за ним частина, довжиною 4,8 см, що має діаметр 2,5 мм. Вапняні оболонки тонкі й мають таке саме звуження, що й слань. Товщина оболонки має від 0,05 до 0,20 мм. В перерізі між розгалуженням довжина сягає 0,02 мм.

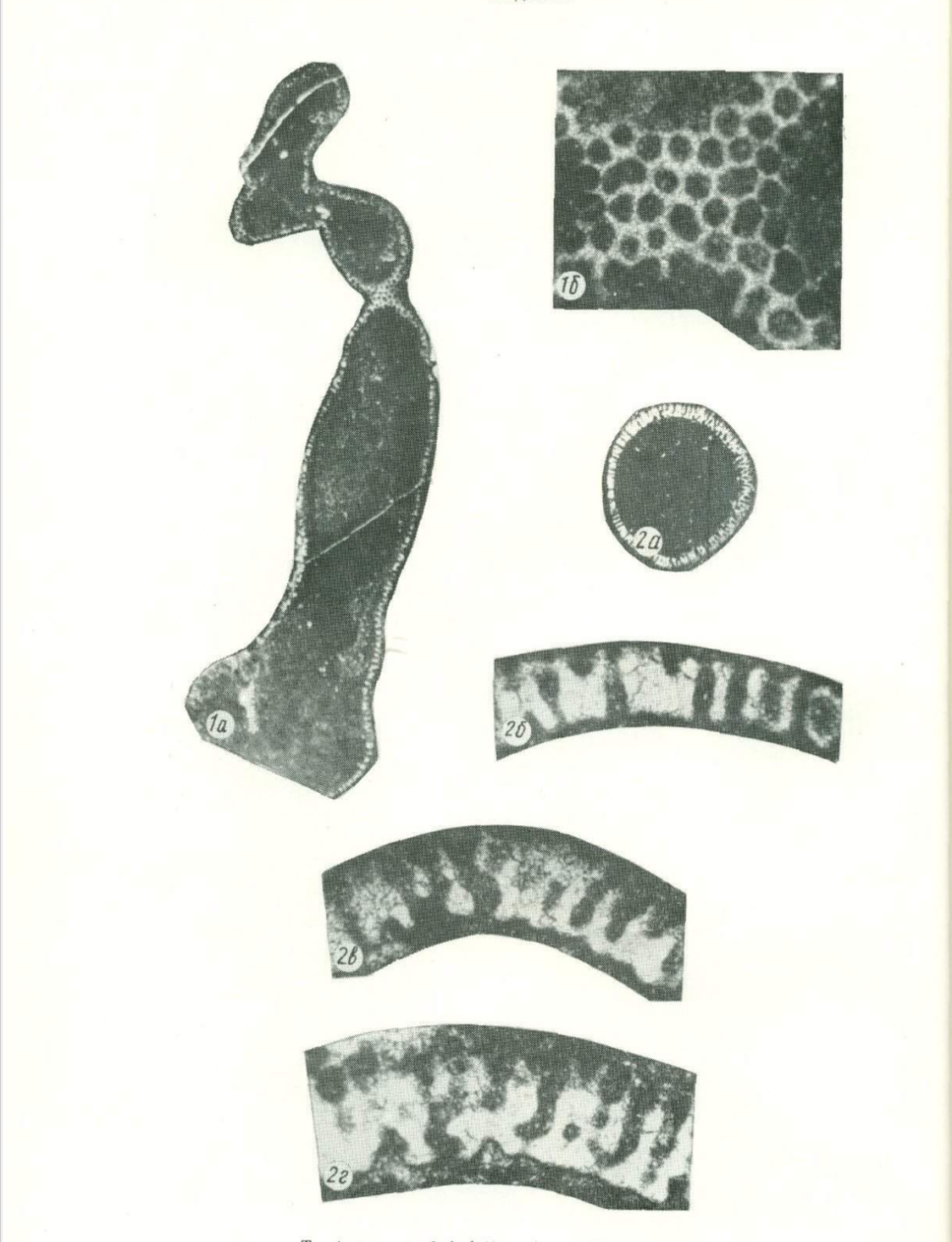
Вапняні оболонки та слані викопної водорості Sokelella polymorpha

### Sokolella vasiculosa
Було знайдено 10 шліфів з різними екземплярами. довжина слані не перевищує 1,3 мм. Усі частини мають округлу форму бульбашок, розміри яких зменшуються знизу-вверх. Найбільша частинка має довжину 0,68 мм, далі йде частина 0,013-0,015 мм, а потім йде частина довжиною 0,011 мм. В перерізі між розгалуженням довжина сягає 0,025-0,089 мм.

### Порівняння двох видів
S. vesiculosa дрібний порівняно з S. polymorpha: більше ніж у 5 разів менше за розмірами. У S. polymorpha частини є більш овальної форми, та й у першого присуснє бокове розгалуження, на відміну від S. vasiculosa.

### Філогенетичний зв'язок
Рід Sokolella дуже схожий на рід Arthroporella з силурійських відкладів Кіля за будовою оболоки та розміщенням бічного розгалуження. Але сама будова розгалуження відрізняється.

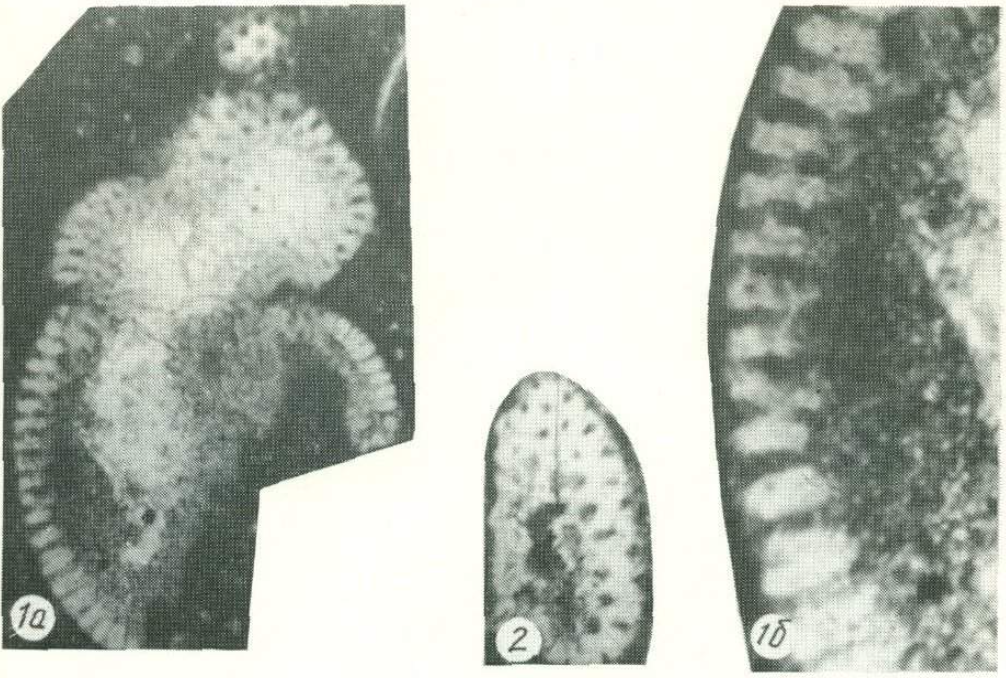
Вапняні оболонки та слані викопної водорості Sokelella vasiculosa

## Екологія
Як й інші рифові водорості з вапняними оболонками, вони грають важливу роль у рифобудуваннях. Хоча водорості у Маліновецькій світі налічують 5-10% від усієї біоти, а замісниками рифобудувань у цій світі є Stromatoporoidea, Graptolites, Tabulata та Crinoidea. Не дивлячись на малу кількість водоростей у лагунних відкладах, вони грали важливу фотосинтезуючу роль в екосистемі.